# Mamadou Tew
Mamadou Tew (1959. november 27. – Dakar, 2019. augusztus 31.) válogatott szenegáli labdarúgó, hátvéd.

## Pályafutása

### Klubcsapatban
1979 és 1984 között a Casa Sports labdarúgója volt. 1984 és 1992 között Belgiumban szerepelt. Hat idényen át a Club Brugge, kettőn keresztül a Charleroi játékosa volt. 1992-ben a Casa Sports együttesében fejezte be az aktív labdarúgást.

### A válogatottban
1984 és 1992 között 82 alkalommal szerepelt a szenegáli válogatottban. Háromszor vett részt a csapattal az afrikai nemzetek kupáján (1986, 1990, 1992).

## Sikerei, díjai
Club Brugge KV
- Belga bajnokság
  - bajnok: 1987–88
- Belga kupa
  - győztes: 1986